# Святополк I (князь Восточного Поморья)
Святополк I Гданьский, также известен как Святополк Накловский (пол. Świętopełk pomorski,  Świętopełk nakielski; умер около 1121) — князь Восточного Поморья (ок. 1106 — ок. 1113).

## Жизнеописание
Представитель династии Грифичей. Один из трех сыновей Святобора I (ум. 1106/1107), князя Померании.
В 1106/1107 году после смерти отца Святополк вместе с братом Вартиславом I, получив во владение восточную часть Померанского княжества. Избрал своей столицей город-порт Гданьск.
Святополк Поморский вынужден был признать верховную власть польского князя Болеслава III Кривоусого. В августе 1109 году Святополк получил во владение от Болеслава Кривоусого замок Накло. Попытки проводить независимую политику вызвали вторжение в 1112 году польского войска. После трехмесячной осады замка Накло Святополк вынужден был заплатить Болеславу Кривоусому выкуп и отдать в заложники своего сына (имя неизвестно).
В 1113 году Святополк Поморский вновь выступил против польского господства, спровоцировав новое польское вторжение. Польский князь Болеслав Кривоусый захватил замки Вышогруд и Накло, подчинив своей власти территорию вдоль реки Нотець. Святополк не смог оказать помощи осажденным гарнизонам этих крепостей.
Дальнейшая судьба Святополка неизвестна. В 1115—1119 годах Болеслав Кривоусый захватил Гданьск и подчинил своей власти всё Восточное Поморье. Польский князь одержал победы над двумя поморскими князьями, один из которых бежал, а другой был взят в плен. Считается, что одним из них мог быть Святополк Гданьский. Вероятно, Святополк Поморский был убит в 1121 году.
В 1121 году был убит Святополк, князь Одерский. По мнению ряда исследователей, он был идентичен со Святополком, сыном Святобора (историки Кароль Малечинский, Зигмунд Войцеховский). В то время как другие историки считают князя Святополка Одерского идентичным с князем Святополком Хижанским, во владения которого в 1121 году вторгся саксонский герцог Лотарь Супплинбургский.
В 1155 году новым князем Восточного Поморья был назначен Собеслав I Гданьский.